# Leszek Pękalski
Leszek Jacek Pękalski (Osieki, 12 febbraio 1966) è un serial killer polacco.
Soprannominato "il vampiro di Bytów", fu accusato di avere commesso circa 80 omicidi tra il 1984 e il 1992 ma in seguito ritrasse alcune delle sue confessioni. 
A causa di problemi con la raccolta delle prove, fu incriminato per un solo omicidio. Pękalski dovrebbe essere rimesso in libertà nel 2017.